# 목계영
목계영(穆桂英)은 북송의 전설적인 여성 영웅이자 양씨 장군들의 전설에서 두드러진 인물이다. 양종보의 아내이자 양원광의 어머니이다. 용감하고 단호하며 충성스러운 목계영은 확고한 여성의 문화적 상징이다.

## 전승
목계영은 목가채를 통치한 산적 아버지 목유의 뒤를 이어 어릴 때부터 무예를 연습했다. 어느 날 양씨의 막내 전사인 양종보가 아버지 양연조의 명을 받아 강용목을 요구하며 성으로 왔다. 목계영은 그 요구를 거절한 후 그와 일기토를 벌였고 양종보는 사로잡혔다. 양종보는 항복을 거부하고 죽음을 요구했지만 그녀는 죄수에게 매력을 느끼고 대담하게 청혼했고 양종보는 결국 수락했다. 양종보가 돌아와 사건을 보고하자 분노한 양연조는 불명예스러운 아들을 처형하도록 명령했다. 양종보를 구하기 위해 는 요새에서 나와 양연조와 전투를 벌이고 그를 붙잡았다. 목계영은 미래의 시아버지에게 사과했고 마침내 양연조는 결혼에 동의하고 그녀를 그의 가족과 군대에 환영했다.
그녀는 요나라 군대와의 다음 전투, 특히 이전에 막을 수 없었던 천문진을 파괴하는데 큰 역할을했다.
목계영은 양종보와의 사이에서 아들 양원광과 딸 양진화를 낳았다.

## 유산
목계영은 때때로 진양옥과 공동으로 문의 여신으로 숭배된다.
금성의 무귀잉 크레이터는 그녀의 이름을 따서 명명되었다.
중국의 대약진운동 기간(1958-1960)에 목계영은 널리 칭송받았고 여성이 이끄는 목계영 여단이 창설되었다.
진 룬 양의 그래픽 소설 복서와 성인에서 캐릭터 메이웬은 목계영으로 변신한다.

## 추가 자료
- Bennet Peterson, Barbara (2000). 《Notable Women of China: Shang Dynasty to the Early Twentieth Century》. M.E. Sharpe, Inc.
- (in Chinese) Yang Jia Jiang (Generals of the Yang Clan)